# Daniel Mazzucco
Pas d'image ? Cliquez ici
Daniel Mazzucco, né le 12 mai 1963, est un pilote argentin de rallye-raid, en quad.

## Palmarès

### Résultats au Rallye Dakar
| Année | Categorie | Marque | Position | Victoires d'etapes |
| ----- | --------- | ------ | -------- | ------------------ |
| 2010  | Quad      |        | 10e      |                    |
| 2011  | Quad      |        | 9e       |                    |
| 2012  | Quad      |        | 8e       |                    |
| 2013  | Quad      |        | abd      |                    |
| 2014  | Quad      |        | 8e       |                    |
| 2015  | Quad      |        | abd      |                    |
| 2016  | Quad      |        | abd      |                    |
| 2017  | Quad      |        | abd      |                    |

### Résultats en rallye
- quintuple vainqueur du Desafío Ruta 40 de 2011 à 2015.